# Odontosoria schlechtendalii
Odontosoria schlechtendalii là một loài thực vật có mạch trong họ Dennstaedtiaceae. Loài này được (C. Presl) C. Chr. miêu tả khoa học đầu tiên năm 1905.